# Conférence de Bretton Woods
Cet article court présente un sujet plus développé dans : Accords de Bretton Woods.

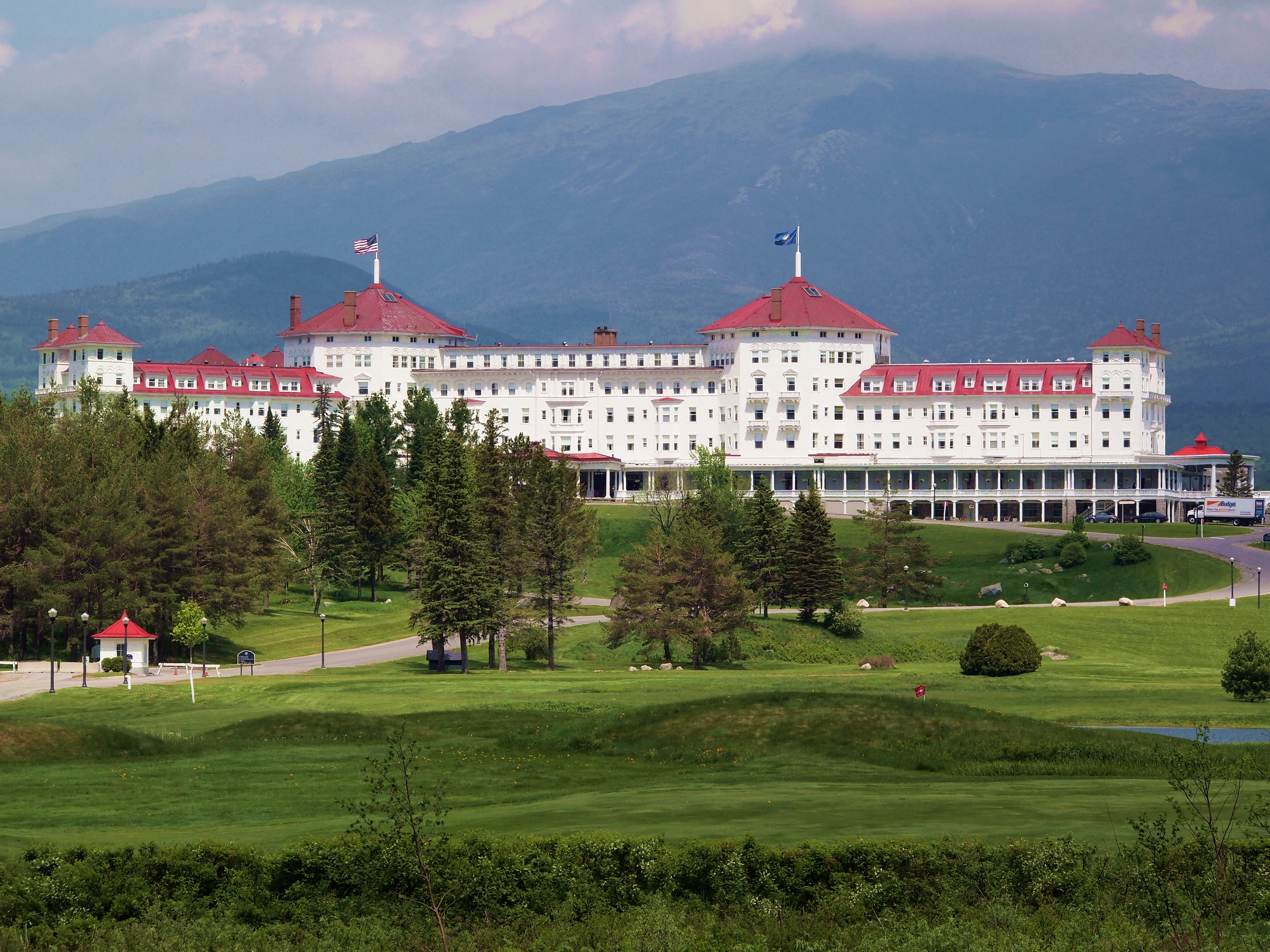
Le Mount Washington Hotel.

La conférence de Bretton Woods, officiellement connue sous le nom de conférence monétaire et financière des Nations-Unies, rassemblait 730 délégués des 44 nations alliées au Mount Washington Hotel, situé à Bretton Woods dans le New Hampshire, aux États-Unis, pour réguler le système monétaire international (SMI) après la fin de la Seconde Guerre mondiale.

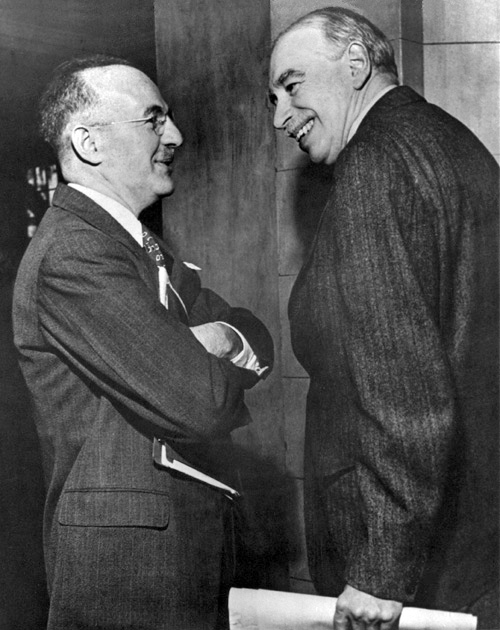
Les économistes Harry White (à gauche) et John Maynard Keynes à la conférence de Bretton Woods en 1944

La conférence s'est tenue du 1er au 22 juillet 1944. Des accords ont été signés qui, après la ratification législative par les gouvernements membres, ont établi la Banque internationale pour la reconstruction et le développement (BIRD) et le Fonds monétaire international (FMI).